# Comes rei militaris
Il comes rei militaris fu un rango dell'esercito romano durante il tardo impero.
Il comes rei militaris era superiore al dux, ma inferiore di rango al magister peditum e al magister equitum. La loro responsabilità era quella di comandare una serie di stazioni militari, a capo delle quali c'era un praepositus limitis, oltre a varie unità, come alae, numeri e persino legioni (all'interno della parte orientale dell'impero).
Agli inizi del V secolo alcuni comites rei militaris avevano il rango di vir spectabilis e avevano assunto un nome specifico del comando a loro affidato: la Notitia dignitatum registra infatti:
- nella pars occidentalis:
  1. Comes Italiae,
  2. Comes Africae,
  3. Comes Tingitaniae,
  4. Comes tractus Argentoratensis,
  5. Comes Britanniarum ed Comes litoris Saxonici per Britannias
- nella pars orientalis:
  1. Comes limitis Aegypti,
  2. Comes per Isauriam.